# Léonce cinématographiste
Léonce cinématographiste est un film muet français réalisé par Léonce Perret et sorti en 1913.

## Fiche technique
Source IMDb
- Réalisation : Léonce Perret
- Scénario : Léonce Perret
- Chef-opérateur : Georges Specht
- Société de production : Société des Etablissements L. Gaumont
- Format : Noir et blanc — 35 mm — 1,33:1 — film muet
- Métrage : 289 mètres
- Genre : Comédie
- Année de sortie : France : 26 juillet 1913

## Distribution
Source IMDb
- Léonce Perret : Léonce
- Suzanne Le Bret : Poupette
- Maurice Vinot : le spectateur
- Ernest Bourbon
- Suzanne Grandais
- Gaston Modot
- Valentine Petit
- René Poyen